# 정의제일당

정의제일당(스페인어 : Primero Justicia)은 베네수엘라의 중도주의 정당이다. 1992년 시민단체로 시작했으나, 2000년부터 정당의 형태를 갖췄다.

## 역사
정의제일당의 시초는 알리리오 아브레우 부렐리(Alirio Abreu Burelli)와 대학생들이 1992년에 만든 시민단체다. 부렐리는 베네수엘라의 사법권의 악화를 우려했던 사람으로, 베네수엘라의 사법제도 개혁을 외쳤다. 부렐리는 베네수엘라 대법원의 법관이었으며, 미주 기구 내 전아메리카대륙 인권법정의 부회장이었다.
정의제일은 1999년 베네수엘라 제헌의회에서 새로운 헌법의 밑그림을 제시하면서 정치권에 뛰어들게 됐다. 2000년에 정의제일은 정당의 형태를 갖추게 됐다. 처음에는 지역 정당으로 시작했으나 2002년 3월 1일 베네수엘라 선거관리위원회에 전국 정당으로 등록했다.
2000년 베네수엘라 총선에서 정의제일당은 5명을 당선시켰다.
2005년 베네수엘라 총선에서 정의제일당은 다른 보수정당들과 함께 선거를 보이콧했다. 선거에서 전자 기기를 사용할 지 여부를 두고 둘러싼 논쟁 끝에 선거에서 빠진 것이다. 보이콧 결과 정의제일당은 2005년부터 5년간 의석을 확보하지 못했다.
2006년 베네수엘라 대선에서 정의제일당은 훌리오 보르헤스(Julio Borges)를 후보로 내세웠다. 하지만 당시 술리아 주의 주지사였던 마누엘 로살레스(Manuel Rosales)를 지지하면서 보르헤스와 당은 중도에 사퇴했다.
2008년에는 엔리케 카프릴레스 라돈스키가 미란다 주의 주지사로 선출됐다. 2010년 베네수엘라 총선에서 정의제일당은 6석을 얻었다.
2012년, 2013년 대선에는 엔리케 라돈스키가 베네수엘라 야권의 선거연합체인 민주연합 원탁회의의 후보로 나갔지만, 휴고 차베스와 니콜라스 마두로에게 석패했다.